# Eduardo Longhi

Eduardo Longhi (Bérgamo, 24 de septiembre de 1855-Buenos Aires, 21 de octubre de 1900) fue un violinista  y docente italiano.

## Biografía
Eduardo Longhi nació en la ciudad de Bérgamo,  Lombardía. Era el menor de los 6 hijos de Luigi Longhi, jornalero, y Rosa Ferrari, costurera. La familia contaba con una vocación artística muy marcada, dado que sus hermanos también eran músicos y pintores. 
Cursó sus primeros estudios en el Conservatorio de Música de Bérgamo, en donde fue alumno de Pedro Rovelli. Luego la familia se mudó de ciudad y comenzó sus prácticas en el Conservatorio de Música de Milán con el profesor Juan Rampazzini. Allí integró la Società Orchestrale di Milano y posteriormente fue concertino del Teatro Alla Scala. También dirigió la Scuola di Violino dell’Orfanato di Reggio Calabria.
En Milán se casó con Josefina Corbetta en el año 1880 y allí tuvo sus dos primeros hijos: Angelo y Menotti.
En el año 1888 emigró con su familia hacia Buenos Aires, Argentina, contratado por la orquesta del antiguo Teatro Colón aunque posteriormente también trabajó en el Teatro de la Ópera. En Argentina tuvo 3 hijos más: Américo, Clotilde e Inés.
Fue docente y se dedicó a la enseñanza, siendo profesor en el Colegio del Salvador y en el Conservatorio La Capital.
Falleció en la ciudad de Buenos Aires, en 1900.